# 阿部次郎

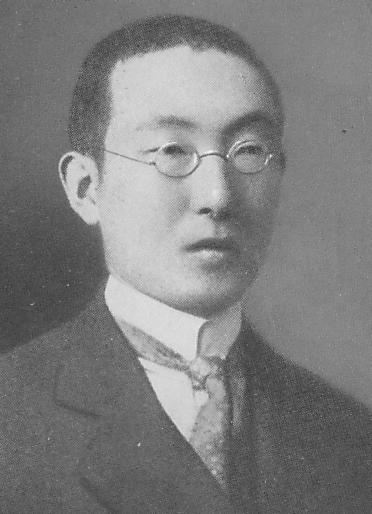
阿部次郎

阿部 次郎（あべ じろう、1883年〈明治16年〉8月27日 - 1959年〈昭和34年〉10月20日）は、日本の哲学者・美学者・作家。東北帝国大学法文学部教授、同学部長、帝国学士院会員。仙台市名誉市民。『三太郎の日記』著者。

## 生涯

### 若年期
1883年、山形県飽海郡上郷町（後の松山町、現・酒田市）大字山寺に生まれる。教師であった父の阿部富太郎とゆき（旧姓・竹岡）夫妻の次男。富太郎は叔父の阿部七郎衛門とわかの夫妻の養子となるが、わかのはゆきの長姉で竹岡家の姉弟は全員がキリスト教徒でもあった。8人兄弟で、加藤ます（加藤儀藏夫人）、阿部一郎（農業指導者・実業家、山形県食糧営団理事長、山形糧穀加工社長、阿部襄の父）、阿部次郎（本人）、堀三也（軍人、陸軍大佐、昭和通商社長）、阿部余四男（動物学者、広島大学教授）、竹岡勝也（日本史学者、九州帝国大学教授）、柏木礼子（柏木俊一夫人）、阿部六郎（ドイツ文学者・文芸評論家、旧制成城高校・東京藝術大学教授）と、兄弟のうち、次郎を含む4人が大学の教師となる。勝也が中心となって編纂した兄弟共著の『根芹』では、「生活が原稿に繋がつている四人の兄弟」と評している。
荘内中学校（現・山形県立鶴岡南高等学校）に入学し、宮本和吉が友人となる。父の転勤で、山形中学校（現・山形県立山形東高等学校）へ転校。校長の方針に反発し、ストライキを起こして退学。その後、上京して京北中学校へ編入。
1901年（明治34年）、第一高等学校入学。同級生に鳩山秀夫、岩波茂雄、荻原井泉水、一級下に斎藤茂吉がいた。1907年（明治40年）、東京帝国大学に入学し、ラファエル・フォン・ケーベル博士を師と仰ぐ。卒業論文「スピノーザの本体論」で哲学科を卒業。夏目漱石の門に出入りして、森田草平、小宮豊隆、安倍能成とともに「朝日文芸欄」の主要な執筆者となり、「自ら知らざる自然主義者」（明治43年）等の評論で、漱石門下の論客として注目された。1911年（明治44年）、森田・小宮・安倍との合著による評論集『影と聲』を上梓する。
1914年（大正3年）に発表した『三太郎の日記』は大正昭和期の青春のバイブルとして有名で、学生必読の書であった（大正教養主義を主導）。1917年（大正6年）に一高の同級生であった岩波茂雄が雑誌『思潮』（現在の『思想』）を創刊。その主幹となる。
慶應義塾、日本女子大学校の講師を経て1922年（大正11年）、文部省在外研究員としてのヨーロッパ留学。
同年に『人格主義』を発表。真・善・美を豊かに自由に追究する人、自己の尊厳を自覚する自由の人、そうした人格の結合による社会こそ真の理想的社会であると説く（人格主義を主張）。
同年刊行された『地獄の征服』はゲーテ・ニーチェ・ダンテに関する論文をまとめたもので、従来の研究水準を大きく超えており、ダンテの愛読者だった正宗白鳥も「私はこれによってはじめて、ダンテに対する日本人の独創の見解に接した（中略）翻訳して欧米のダンテ学者に示すに足るもの」と称賛している。

### 東北帝国大学教授
帰国後の1923年（大正12年）東北帝国大学に新設の法文学部美学講座の初代教授に就任。以来23年間美学講座を担 当。ヨーロッパ留学から帰国後は、日本文化の研究に熱心に取り組む。
1941年（昭和16年）、法文学部長を務める。1945年（昭和20年）、定年退官。1947年（昭和22年）、帝国学士院会員となる。1954年（昭和29年）、財団法人阿部日本文化研究所を設立して理事長兼所長を務める。
大正末年から『改造』に『徳川時代の藝術と社会』を連載、性欲生活の美化の過程を丹念にたどり、徳川時代研究者にとって必読書とされている。そこで歌舞伎、浮世絵といった徳川時代芸術に、人を明るくさせる、高める性質がないとし、それは抑圧された町人たちの文化だからだと説いた。また遊里の文化的生産性を認めつつ、それが女奴隷が女王であるという矛盾を抱えていることも明らかにした。
哲学者や夏目漱石門下の作家らとの交流や、山形で同郷の斎藤茂吉や土門拳との交流は有名。第二次世界大戦後は角川源義と親しみ、ために『三太郎の日記』ほかの著作は角川書店から文庫版などで刊行され、没後、全17巻の全集が角川書店から刊行された。
1958年（昭和33年）、脳軟化症のため入院。1959年、仙台市名誉市民の称号を贈られる。同年10月20日、東北大学医学部附属病院にて死去。戒名は老心院殿仁道次朗居士。墓所は仙台市北山霊園。現在、酒田市（旧・松山町）の生家は阿部記念館となっており、東北大学には阿部次郎記念館がある。

## 記念賞

### 阿部次郎文化賞（酒田市）
旧・松山町では阿部次郎文化賞を設けていたが、2005年に酒田市と合併したことで、現在は酒田市は引き継ぎ、2008年には長谷川公一東北大学教授が受賞するなど、合計17の個人と3つの団体に授与されている。

### 阿部次郎記念賞（東北大学文学部）
東北大学創立100周年を機に2008年に創設。全国の高校生からエッセーを募集し、顕彰している。

## 主な著作
- 1911年（明治44年）『影と聲』（森田草平・小宮豊隆・安倍能成と共著）
- 1912年（明治45年/大正元年）『痴人とその二つの影』
- 1914年（大正3年）『三太郎の日記』（岩波書店）、のち角川文庫・角川選書
- 1915年（大正4年）『三太郎の日記 第弐』
- 1916年（大正5年）『倫理学の根本問題』（岩波書店）
- 1917年（大正6年）『美学 哲学叢書』（岩波書店）
- 1918年（大正7年）『合本三太郎の日記』（岩波書店）
- 1919年（大正8年）『ニイチェのツアラツストラ解釈並びに批評』（新潮社）
- 1922年（大正11年）
  - 『人格主義』『地獄の征服』（岩波書店）
  - 『北郊雑記』（改造社）
  - 『学芸論鈔』（下出書店）
- 1931年（昭和6年）『徳川時代の藝術と社会』（改造社）、のち角川選書
- 1933年（昭和8年）『游欧雑記 独逸の巻』（改造社）
- 1934年（昭和9年）『世界文化と日本文化』（岩波書店）
- 1937年（昭和12年）『秋窓記』（岩波書店）
- 1938年（昭和13年）『日本の文化的責任』（教学局）
- 1939年（昭和14年）『ファウスト第二部』（改造社）
- 1945年（昭和20年）
  - 『万葉時代の社会と思想』（生活社）
  - 『万葉人の生活』（生活社）
- 1948年（昭和23年）
  - 『根芹』（金文堂）
  - 『人格主義序説』（角川書店）
- 1949年（昭和24年）『残照』（羽田書店）
- 1949年（昭和24年）阿部次郎選集 第1-6（羽田書店）
- 1950年（昭和25年）『勤労』（労働文化社）
- 1953年（昭和28年）『点描日本文化』（角川書店）
- 1960年（昭和35年）-1966年（昭和41年）阿部次郎全集 全17巻（角川書店）

### 評伝
- 大平千枝子『阿部次郎とその家族 愛はかなしみを超えて』 東北大学出版会、2004年 - 続編
- 『阿部次郎をめぐる手紙』 翰林書房「日本女子大学叢書」、2010年
- 新関岳雄『影と声 ある阿部次郎伝』 深夜叢書社、1985年
- 竹内洋『教養派知識人の運命 阿部次郎とその時代』 筑摩書房「筑摩選書」、2018年
- 『阿部次郎ルネサンス　研究の新地平』曽根原理・伴野文亮・仁平政人編、ぺりかん社、2024年